# Helicochetus digititarsus
Helicochetus digititarsus är en mångfotingart som beskrevs av Kraus 1957. Helicochetus digititarsus ingår i släktet Helicochetus och familjen Odontopygidae. Inga underarter finns listade i Catalogue of Life.